# Mercedes-Benz Classe CLS
El Mercedes-Benz Classe CLS és un sedan basat en la Classe E, el seu nom prové de l'alemany "Coupe, Lang, Sport", en català; cupè, llarg, esportiu. Aquesta classe va entrar en producció l'any 2004 i, des de llavors, Mercedes n'ha creat dues generacions. El CLS va ser l'aposta de Mercedes per retornar al mercat dels cupès executius des de la fi de la Classe E cupè el 1995.

## Primera generació (2004-2010)
La primera generació del Mercedes-Benz CLS va ser presentada oficialment al Saló Internacional de l'Automòbil de Frankfurt de 2003. Aquest model és molt semblant als cupès de la Classe CL però el seu disseny estava basat en la carrosseria del Classe E. Disposava de quatre portes, un habitacle ampli i un maleter amb una capacitat de gairebé 500 litres.

### Prototip Vision CLS (2003)
El prototip Vision va ser presentat al Saló Internacional de l'Automòbil de Frankfurt de 2003 i es va fabricar sobre la mateixa base que el Classe E amb carrosseria de quatre portes. Mercedes tenia la idea de crear un cotxe dirigit als amants dels cupès que no poguessin prescindir de la utilitat de les portes del darrere ni d'un gran maleter, en aquest cas de 470 litres. El Vision fa 4,910 mm de longitud, 1,851 d'amplada i 1,391 d'alçada. Equipava gairebé tots els elements disponibles de la Classe E, més alguna novetat com per exemple; el sistema de frens electro-hidràulics SBC amb funció de parada suau, que redueixen la pressió en el moment en què el cotxe s'atura. També incorporava una suspensió pneumàtica Airmatic DC, sistema d'il·luminació en corba i un control d'estabilitat amb funció d'ajuda per arrencar en pujada.
Aquest prototip equipava un motor dièsel de sis cilindres en V que, amb l'ajuda de dos turbocompressors, aportava una potència de 265 CV directament a les rodes del darrere. Per a aquest model, Mercedes-Benz va optar per una caixa de canvis automàtica de set velocitats anomenada 7G-TRONIC, gràcies a ella el CLS Vision era capaç d'accelerar de 0 a 100 km/h en tan sols 6,4 segons.

### CLS Grand Edition (2009)
El CLS Grand Edition va ser presentat l'any 2009 i la seva producció es va limitar a 560 unitats. Disposava del mateix motor dièsel V6 que el CLS 350 CDI estàndard de tres litres però, en aquesta ocasió, Mercedes va aconseguir extreure'n 272 cavalls de potència, això suposava un increment de 48 CV. Aquesta versió incloïa acabats platejats com la reixa davantera i un nou color, el Designo Palladium platejat metal·litzat, a part dels altres quatre colors habituals (negre obsidiana, iridi platejat, vermell carneola i gris pedra foguera). Equipava unes llandes color titani AMG de 18 polzades amb pneumàtics 245/40 R 18 davant i 275/35 R 18 darrere. L'interior va ser redissenyat amb cuir marró i amb opció a altres colors com el negre, vermell místic, chablis ombra (color vi blanc), color porcellana i color sorra. A part dels acabats en la tapisseria, el tauler de comandaments tenia uns acabats en fusta llorer i el volant estava fet en fusta i cuir. El Mercedes-Benz CLS Grand Edition tenia un preu de 59,000 €, 3,000 euros més que la versió 350 CDI estendard.

### CLS Sound Suite (2010)
La versió Sound Suite es va anunciar al desembre de 2009 però va ser posada a la venda l'any 2010 i només es trobava disponible al mercat japonès. Va ser el resultat de la col·laboració entre la companyia de disseny Sonic i Mercedes-Benz Japó. Aquesta companyia va decidir, sota supervisió de Mercedes, incorporar a tres models CLS (350, 550 i 63 AMG) un amplificador digital que combinava un so d'alta qualitat, una mida petita i un pes lleuger a més d'un baix consum d'energia. El CLS Sound Suite és un model molt exclusiu, ja que només se'n van fabricar 10 unitats de cada una de les tres variants. La variant 350 equipava un motor V6 de 3,5 litres que, juntament amb una transmissió automàtica de 7 velocitats tenia una preu de 78.700 euros. El motor intermedi 550 constava d'un V8 gasolina de 5,5 litres i 387 CV, mentre que la variant més potent, el CLS 63 AMG, disposava d'un motor V8 gasolina de 6,2 litres i 514 CV, va ser posat a la venda per 120,000 euros.

## Segona generació (2010-actualitat)
La segona generació del Classe CLS destaca per tenir disseny innovador i poc freqüent entre aquest tipus de sedans luxosos. Degut a la seva gama de motors, l'equipament disponible i el preu, el CLS competeix amb altres models com l'Audi A6, l'A7, el BMW Sèrie 5, el Jaguar XF o el Porsche Panamera. Tot i que la Classe CLS i la E s'assemblen pel que fa a l'estructura, Mercedes-Benz va realitzar alguns canvis a la suspensió i la direcció. D'aquesta manera van fer del CLS un vehicle més àgil. Existeixen set motors diferents d'aquest model, tres són dièsel (250 CDI, 350 CDI i 350 BlueTEC) i quatre són gasolina (350, 500, 63 AMG i 63 AMG S 4MATIC).
Equipament
El CLS incorpora uns llums amb díodes lluminosos (LED), en total hi ha tres línies horitzontals que sumen 71 díodes. La línia superior és la dels intermitents, mentre que la central és la de la llum de curt abast i il·luminació adaptativa. La inferior està reservada per a les llums de llarg abast i per als projectors d'infraroigs pel sistema de visió nocturna. Les llums de marxa diürna estan situades al para-xocs. Alguns dels models rivals del CLS com l'Audi A8 també ofereixen uns llums LED però prescindeixen d'il·luminació adaptativa.
Amb el CLS cupè, Mercedes ofereix nombrosos paquets d'equipament que accentuen l'aspecte esportiu del vehicle i ofereixen un increment en la seguretat i el confort d'aquest. La disponibilitat de l'equipament extra varia segons la versió i la configuració. És possible optar per diversos elements d'equipament, com el sistema d'alerta per canvi involuntari de carril (Active Lane Keeping Assist) i el dispositiu de detecció d'objectes en angle mort (Active Blind Spot Assist) que pot actuar sobre els frens d'un costat del vehicle per canviar la trajectòria i evitar una col·lisió lateral. També pot dur un sistema d'aparcament automàtic (PARKTRONIC), capaç de mesurar l'espai d'estacionament i girar les rodes per fer les maniobres oportunes. Existeixen diversos paquets de seguretat que proporcionen ajuda al conductor com un sistema d'alerta per cansament (ATTENTION ASSIST), un programador de velocitat actiu (DISTRONIC PLUS), un dispositiu de visió nocturna (NIGHT VISION PLUS) o un sistema de frenada automàtic davant d'una col·lisió frontal (PRE-SAFE).
Interior
El CLS gaudeix d'interior luxós però tot i ser un vehicle de gairebé cinc metres de llargada, és poc espaiós i això pot resultar un problema si algun dels ocupants mesura més d'1,90 metres. L'interior d'un Classe E, model del que deriva el CLS, disposa d'un interior més espaiós. Algun dels seus rivals, com l'Audi A7 Sportback i el Porsche Panamera, també tenen un habitacle més ampli que els models CLS. Un altre inconvenient del model CLS és el disseny inclinat del sostre tant a la part davantera com a la posterior.
El CLS disposa d'alguns extres com per exemple seients amb calefacció, ventilació, funció de massatge i contorn variable. Existeix un sistema que compensa el lleuger desplaçament lateral en corba inflant una bossa d'aire interna del costat contrari al que es gira el volant. Els seients són completament electrònics, l'atura del reposa-caps es regula automàticament a través d'un comandament ubicat a la porta. El volant de direcció es pot desplaçar 50 mm en profunditat i altura i el seu ajustament pot ser manual i electrònic. Gràcies als botons situats al volant, el conductor té accés a moltes funcions del vehicle sense haver de posar en perill la seva seguretat i sense haver de moure les mans del volant. Per una major seguretat, el conductor d'un Mercedes-Benz CLS pot modificar gairebé qualsevol sistema del vehicle a través del control per veu.
Dins d'un CLS s'hi troba una fusió de diversos materials com el cuir, la fusta i l'alumini.
Conducció
Tot i ser fabricat a partir de la Classe E, el CLS disposa d'una conducció molt diferent. Gràcies a la seva suspensió optativa pneumàtica Airmatic, el CLS entra a les corbes amb una major precisió. Tot i que és un vehicle sensible amb l'acceleració i la desacceleració, en cap cas s'arriba a produir un sobre-viratge que pugui posar en risc els seus ocupants, inclús sobre superfícies molles, ni amb el control d'estabilitat connectat ni desconnectat, ja que quan es produeix un lliscament lateral de les rodes del darrere, aquest entra en funcionament. La suspensió pneumàtica té dos nivells de fermesa disponibles. El mode Sport aporta una major subjecció de la carrosseria que el mode Confort, però li és molt difícil suavitzar les irregularitats del terreny.
A pesar de les seves grans dimensions, és més fàcil fer maniobres per llocs estrets que amb altres cotxes de menor llargada, gràcies a la gran capacitat de gir de la direcció i els sistemes d'ajuda en aparcament com la càmera posterior.
La caixa de canvis 7G-Tronic Plus ofereix dos programes de funcionament; el normal (S) i un altre d'econòmic (E). La diferència entre l'un i l'altre és que el programa econòmic utilitza sempre la velocitat més llarga possible i, en accelerar, no redueix encara que la pressió sobre el pedal de l'accelerador sigui alta. Opcionalment, adquirint el paquet esportiu, el conductor pot canviar de velocitat manualment a través de les lleves situades al volant de direcció.
Carrosseria i xassís
Moltes de les parts de la carrosseria del CLS estan fetes en alumini; el capó, la tapa del maleter, les aletes davanteres i les portes. Aquest material també s'utilitza en altres zones del vehicle com en alguns elements de la suspensió i els suports del para-xocs. Gràcies a l'ús d'aquest material, els vehicles de la segona generació del CLS són més lleugers que els de la primera, tot i ser més grossos. Aquesta reducció en el pes del vehicle i una menor resistència aerodinàmica (al voltant d'un 10 per cent), ajuden que el CLS redueixi el seu consum de combustible. La direcció del CLS és de tipus electromecànica en comptes d'electrohidràulica. Només consumeix energia mentre es gira el volant i això, segons Mercedes-Benz, suposa un estalvi de 0,3 litres cada 100 km. Aquesta direcció compensa automàticament la trajectòria en cas de frenada amb les rodes d'un costat en una superfície d'adherència diferent a les de l'altre costat i, també permet que el CLS tingui un sistema d'aparcament semiautomàtic.

### Concept Shooting Break (2010)
El CLS Shooting Brake Concept és un prototip que va ser presentat al Saló de l'Automòbil de Pequín, Xina l'any 2010. Tota la carrosseria està fabricada en alumini i els dissenyadors van crear la part davantera inspirant-se en el Mercedes-Benz SLS AMG. Equipa un motor de 3,5 litres V6 capaç de produir 306 cavalls de potència. Gaudeix de llums LED, d'una gran consola central i d'un sostre panoràmic recobert amb fusta de roure. Disposa d'unes llandes de 20 polzades i cinc radis, amb uns pneumàtics 255/30 ZR 20 davant i 285/25 ZR 20 darrere.

### CLS 350 BlueEFFICIENCY "designo" Limited (2012)
Aquesta versió va ser creada per commemorar el primer aniversari del llançament del Mercedes-Benz CLS, amb un estic esportiu i elegant. Aquest model es va posar a la venda exclusivament al mercat japonès. Per a l'interior es va utilitzar cuir napa de "designo", de gran qualitat, que s'utilitza en els models més cars de Mercedes coneguts com a AMG. Se'l va equipar amb un motor d'injecció directa de 3,5 litres V6 d'alt rendiment, que aportava 306 CV a través d'una caixa de canvis automàtica de 7 velocitats. El "designo" limited gaudia d'un dipòsit de combustible de 89 litres i d'uns pneumàtics 255/35 R 19 davant i 285/30 R 19 darrere.

### Shooting Brake

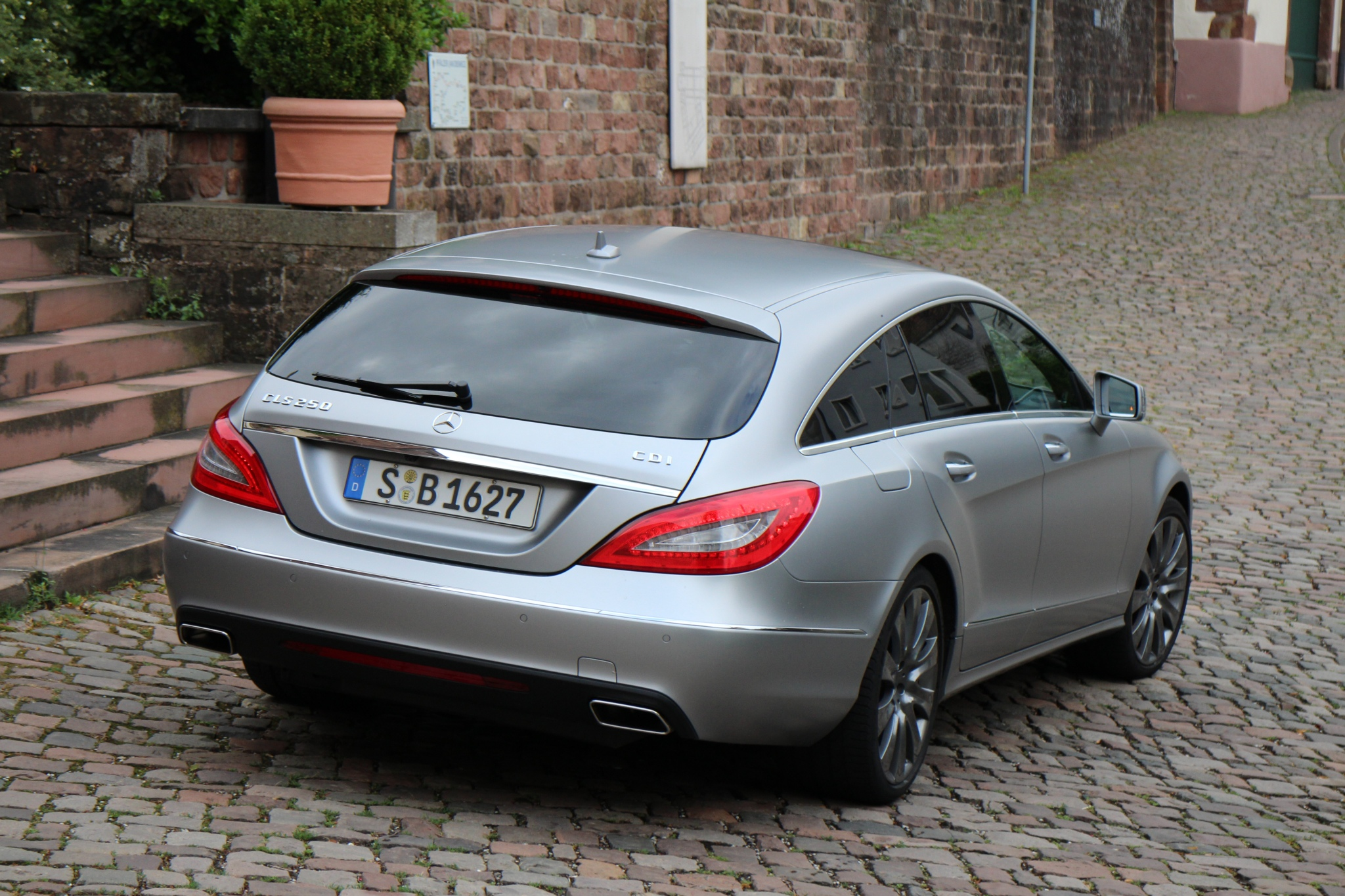
Imatge de la part posterior d'un CLS Shooting Brake.

El Mercedes-Benz CLS Shooting Brake és la versió de carrosseria familiar de la Classe CLS. Ofereix una major altura del sostre a la part posterior i el maleter és de majors dimensions. El preu de partida del CLS Shooting Brake és de 67,750 euros, això el fa més car que alguns dels seus competidors com l'Audi A6 Avant, el BMW Sèrie 5 Touring, el Mercedes Classe E familiar i el Jaguar XF Sportbrake.
Existeixen vuit versions d'aquest model associades a cinc motors diferents; CLS 250 CDI de 2,2 litres, 4 cilindres en línia i 204 CV, CLS 350 CDI de 3,0 litres, V6 i 265 CV, CLS 350 CDI 4MATIC de 3,0 litres, V6 i 265 CV, CLS 350 de 3,5 litres, V6 i 306 CV, CLS 500 de 4,6 litres, V8 i 408 CV, CLS 500 4MATIC de 4,6 litres, V8 i 408 CV, CLS 63 AMG de 5,5 litres, V8 doble turbo i 557 CV, CLS 63 AMG S-Model 4MATIC de 5,5 litres, V8 doble turbo i 585 CV. Tots els motors van associats a una caixa de canvis automàtica de set velocitats anomenada 7G-TRONIC PLUS. Disposa d'un sistema de parada i arrencada automàtic (ECO), més conegut com a "Start-Stop" per a les detencions.
La denominació "Shooting Brake" prové dels coneguts com "Shooting Brakes" a Gran Bretanya, uns esportius biplaça populars als anys 60 i 70.